# Melodifestivalen 2012
Das Melodifestivalen 2012 war der schwedische Vorentscheid für den Eurovision Song Contest 2012 in Baku (Aserbaidschan). Es war die 52. Ausgabe des von der schwedischen Rundfunkanstalt SVT veranstalteten Wettbewerbs. Insgesamt dauerte der Wettbewerb vom 4. Februar 2012 bis zum 10. März 2012 an.
Gewonnen wurde der Wettbewerb von Loreen mit ihrem Lied Euphoria, welches von Thomas G:son und Peter Boström geschrieben wurde. Am Ende gewann Schweden damit auch den Eurovision Song Contest 2012.

## Format

### Konzept
Zum elften Mal fanden die Halbfinals an verschiedenen Orten Schwedens statt. Es traten 32 Beiträge an, die auf vier Halbfinals verteilt wurden, sodass jeweils acht Beiträge pro Halbfinale vorgestellt wurden. Die Zuschauer entschieden in zwei Abstimmungsrunden, wer sich für das Finale qualifizierte und wer in der Andra Chansen (dt.: Zweite Chance) nochmals antreten durfte. In jedem Halbfinale qualifizierten sich die ersten beiden Beiträge mit den meisten Zuschauerstimmen direkt für das Finale. Diejenigen Beiträge, die Platz drei und vier belegten, traten ein zweites Mal in der Sendung Andra Chansen auf.
In Andra Chansen traten alle acht Teilnehmer in vier Duells gegeneinander an. Anders als von 2007 bis 2011, bestimmte SVT die Duells erst kurz vor der Andra Chansen Sendung. Die vier Sieger der Duelle traten dann erneut in zwei Duellen gegeneinander an. Die beiden Sieger erhielten dann die letzten beiden Finaltickets.
Im Finale, welches ab 2002 im Ericsson Globe in Stockholm stattfand, traten somit zehn Teilnehmer auf. Es war das bisher letzte Mal, dass das Finale im Ericsson Globe stattfand.

### Sendungen
| Göteborg |

| Malmö |

| Växjö |

| Leksand |

| Nyköping |

| Stockholm |

| Sendung       | Sendedatum       | Stadt     | Austragungsort                | Zuschauer (SVT1) | Zuschauerstimmen (Televoting & SMS) |
| ------------- | ---------------- | --------- | ----------------------------- | ---------------- | ----------------------------------- |
| Deltävling 1  | 04. Februar 2012 | Växjö     | Vida Arena                    | 3.371.000        | 0535.711                            |
| Deltävling 2  | 11. Februar 2012 | Göteborg  | Scandinavium                  | 3.341.000        | 0516.751                            |
| Deltävling 3  | 18. Februar 2012 | Leksand   | Tegera Arena                  | 3.315.000        | 0390.097                            |
| Deltävling 4  | 25. Februar 2012 | Malmö     | Malmö Arena                   | 3.096.000        | 0642.413                            |
| Andra Chansen | 03. März 2012    | Nyköping  | Rosvalla Nyköping Eventcenter | 2.952.000        | 1.115.229                           |
| Finalen       | 10. März 2012    | Stockholm | Globen                        | 4.110.000        | 2.053.432                           |
| Gesamt        | Gesamt           | Gesamt    | Gesamt                        | 20.185.000       | 5.253.633                           |

## Halbfinale

### Erstes Halbfinale

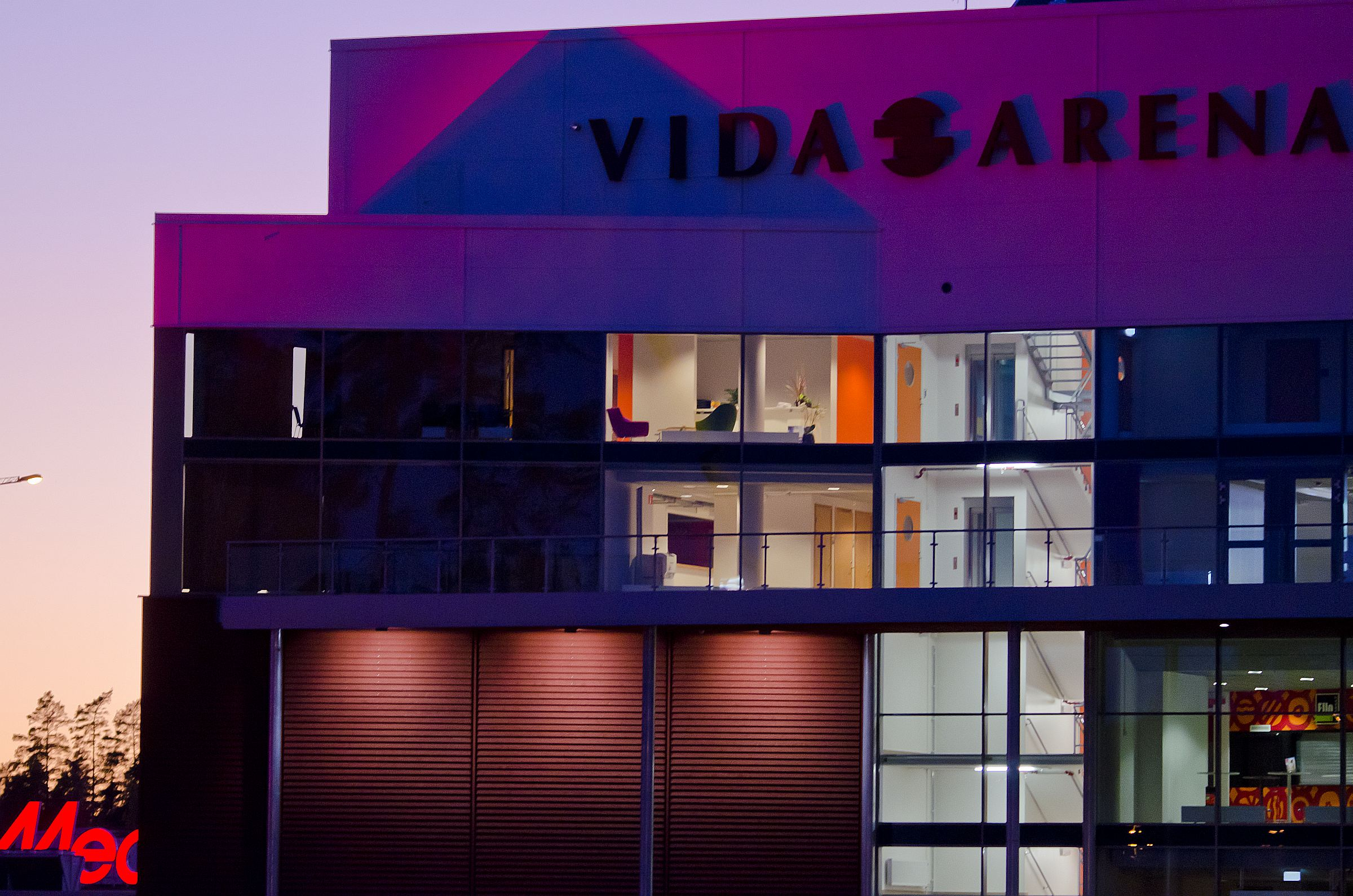
Vida Arena

Das erste Halbfinale (Deltävling 1) fand am 4. Februar 2012, 20:00 Uhr (MEZ) in der Vida Arena in Växjö statt.
| Platz | Startnr. | Interpret                              | Lied Musik (M) und Text (T)                                                              | Sprache    | Übersetzung (Inoffiziell)                           | Zuschauerstimmen (Televoting & SMS) | Zuschauerstimmen (Televoting & SMS) | Zuschauerstimmen (Televoting & SMS) | Zuschauerstimmen (Televoting & SMS) |
| Platz | Startnr. | Interpret                              | Lied Musik (M) und Text (T)                                                              | Sprache    | Übersetzung (Inoffiziell)                           | Runde 1                             | Runde 2                             | Gesamt                              | %                                   |
| ----- | -------- | -------------------------------------- | ---------------------------------------------------------------------------------------- | ---------- | --------------------------------------------------- | ----------------------------------- | ----------------------------------- | ----------------------------------- | ----------------------------------- |
| 1.    | 8        | Loreen                                 | Euphoria M/T: Thomas G:son, Peter Boström                                                | Englisch   | Begeisterung                                        | 78.121                              | 82.230                              | 160.351                             | 29,93 %                             |
| 2.    | 5        | Dead by April                          | Mystery M/T: Pontus Hjelm                                                                | Englisch   | Geheimnis                                           | 49.851                              | 48.668                              | 098.519                             | 18,39 %                             |
| 3.    | 1        | Sean Banan                             | Sean den förste Banan M/T: Sean Simadi, Joakim Larsson, Hans Blomberg, Mårten Andersson  | Schwedisch | Sean, der erste Banan                               | 59.068                              | 38.378                              | 097.446                             | 18,19 %                             |
| 4.    | 7        | Thorsten Flinck & Revolutionsorkestern | Jag reser mig igen M/T: Thomas G:son, Ted Ström                                          | Schwedisch | Ich stehe wieder auf                                | 45.192                              | 44.438                              | 089.630                             | 16,73 %                             |
| 5.    | 4        | Afro-dite                              | The Boy Can Dance M/T: Figge Boström, Catrine Loqvist, Johan Lindman                     | Englisch   | Der Junge kann tanzen                               | 23.795                              | 20.941                              | 044.736                             | 08,35 %                             |
| 6.    | 6        | Marie Serneholt                        | Salt and Pepper M/T: Lina Eriksson, Mårten Eriksson, Figge Boström                       | Englisch   | Salz und Pfeffer                                    | 18.092                              | –                                   | 018.092                             | 03,38 %                             |
| 7.    | 2        | Abalone Dots                           | På väg M/T: Rebecka Hjukström, Sophia Hogman, Louise Holmer, Viktor Källgren             | Schwedisch | Auf dem Weg                                         | 13.156                              | –                                   | 013.156                             | 02,46 %                             |
| 8.    | 3        | The Moniker                            | I Want to Be Chris Isaak (This Is Just the Beginning) M/T: Daniel Karlsson (The Moniker) | Englisch   | Ich will Chris Isaak sein (Das ist erst der Anfang) | 10.776                              | –                                   | 010.776                             | 02,01 %                             |

 Kandidat hat sich für das Finale qualifiziert.
 Kandidat hat sich für die Andra Chansen qualifiziert.

### Zweites Halbfinale

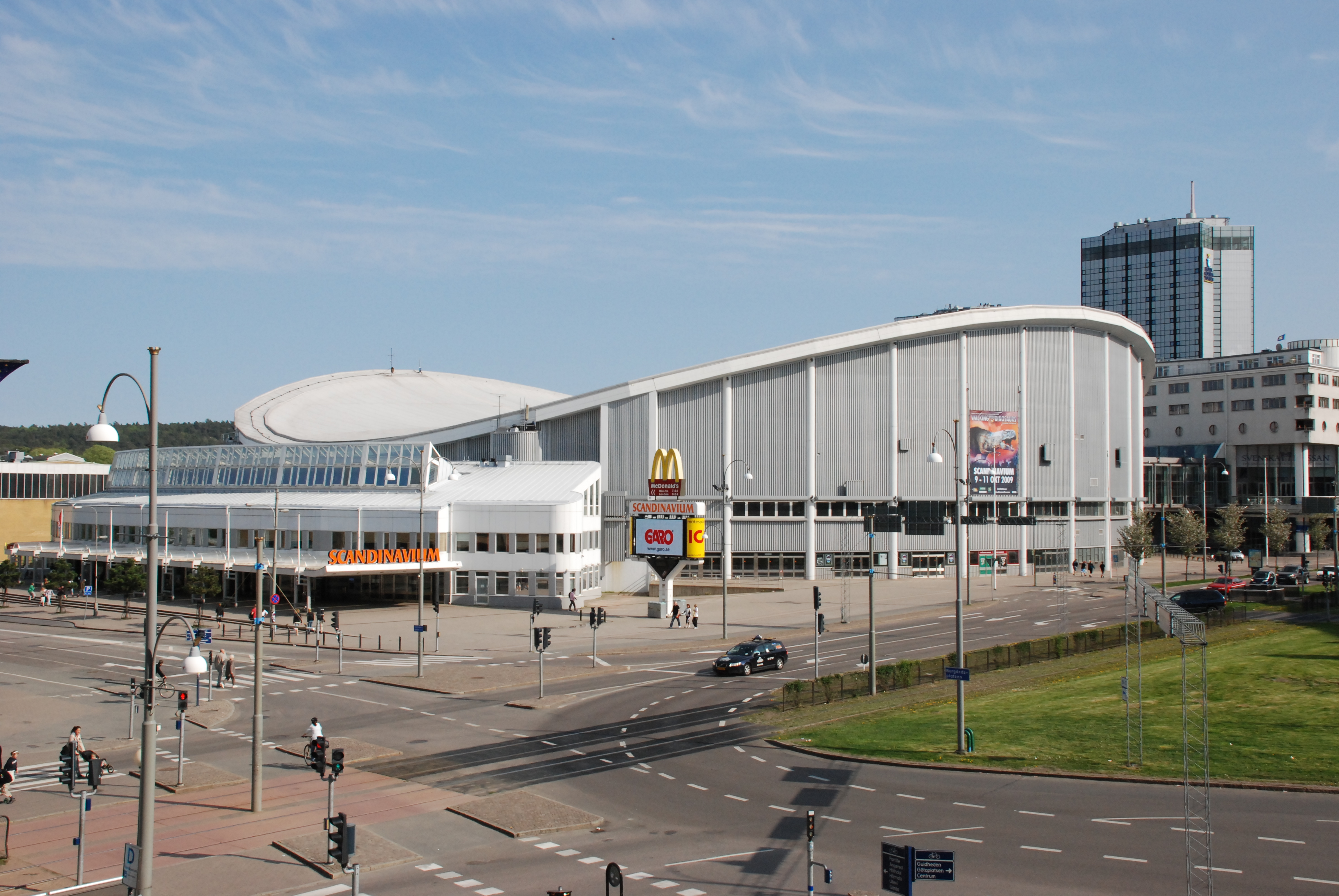
Scandinavium

Das zweite Halbfinale (Deltävling 2) fand am 11. Februar 2012, 20:00 Uhr (MEZ) im Scandinavium in Göteborg statt.
| Platz | Startnr. | Interpret         | Lied Musik (M) und Text (T)                                                                   | Sprache    | Übersetzung (Inoffiziell) | Zuschauerstimmen (Televoting & SMS) | Zuschauerstimmen (Televoting & SMS) | Zuschauerstimmen (Televoting & SMS) | Zuschauerstimmen (Televoting & SMS) |
| Platz | Startnr. | Interpret         | Lied Musik (M) und Text (T)                                                                   | Sprache    | Übersetzung (Inoffiziell) | Runde 1                             | Runde 2                             | Gesamt                              | %                                   |
| ----- | -------- | ----------------- | --------------------------------------------------------------------------------------------- | ---------- | ------------------------- | ----------------------------------- | ----------------------------------- | ----------------------------------- | ----------------------------------- |
| 1.    | 6        | David Lindgren    | Shout it out M/T: Fernando Fuentes, Tony Nilsson                                              | Englisch   | Schreie es heraus         | 57.696                              | 71.678                              | 129.374                             | 25,04 %                             |
| 2.    | 1        | Ulrik Munther     | Soldiers M/T: Ulrik Munther, Johan Aberg, Linnea Deb, Joy Deb, David Jackson                  | Englisch   | Soldaten                  | 60.994                              | 52.623                              | 113.617                             | 21,99 %                             |
| 3.    | 2        | Top Cats          | Baby Doll M/T: Mårten Eriksson, Lina Eriksson, Susie Päivärinta                               | Englisch   | Baby Puppe                | 47.129                              | 41.380                              | 088.509                             | 17,13 %                             |
| 4.    | 5        | Timoteij          | Stormande hav M/T: Kristian Lagerström, Johan Fjellström, Stina Engelbrecht, Jens Engelbrecht | Schwedisch | Stürmische Meere          | 49.752                              | 37.249                              | 087.001                             | 16,84 %                             |
| 5.    | 8        | Thomas Di Leva    | Ge aldrig upp M/T: Thomas Di Leva                                                             | Schwedisch | Gib niemals auf           | 34.739                              | 30.028                              | 064.767                             | 12,53 %                             |
| 6.    | 3        | Sonja Aldén       | I din himmel M: Bobby Ljunggren, Peter Boström; T: Sonja Aldén                                | Schwedisch | In deinem Himmel          | 12.246                              | –                                   | 012.246                             | 02,37 %                             |
| 7.    | 4        | Andreas Lundstedt | Aldrig aldrig M/T: Niclas Lundin, Maria Marcus, Randy Goodrum                                 | Schwedisch | Niemals niemals           | 10.080                              | –                                   | 010.080                             | 01,95 %                             |
| 8.    | 7        | Mimi Oh           | Det går för långsamt M/T: Anton Malmberg Hård af Segerstad, Niclas Lundin                     | Schwedisch | Es geht zu langsam        | 09.342                              | –                                   | 09.342                              | 01,81 %                             |

 Kandidat hat sich für das Finale qualifiziert.
 Kandidat hat sich für die Andra Chansen qualifiziert.

### Drittes Halbfinale

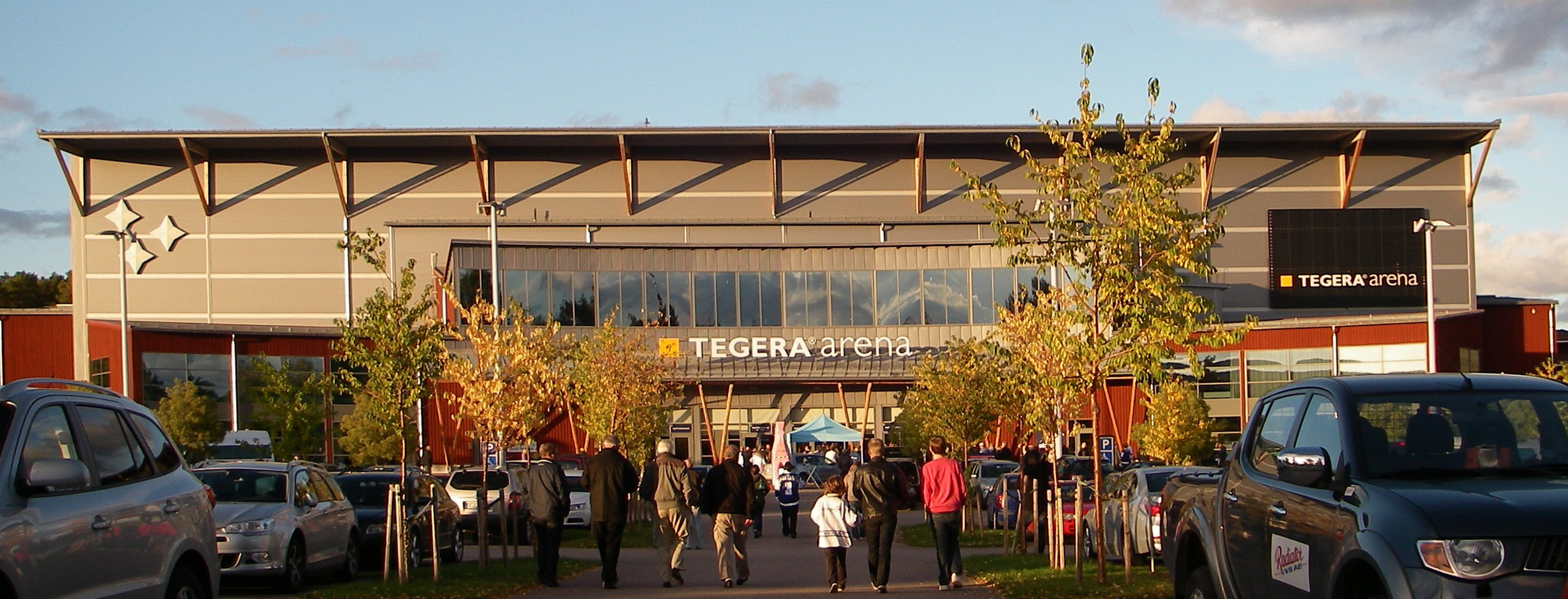
Tegera Arena

Das dritte Halbfinale (Deltävling 3) fand am 18. Februar 2012, 20:00 Uhr (MEZ) in der Tegera Arena in Leksand statt.
| Platz | Startnr. | Interpret                   | Lied Musik (M) und Text (T)                                                                                       | Sprache    | Übersetzung (Inoffiziell) | Zuschauerstimmen (Televoting & SMS) | Zuschauerstimmen (Televoting & SMS) | Zuschauerstimmen (Televoting & SMS) | Zuschauerstimmen (Televoting & SMS) |
| Platz | Startnr. | Interpret                   | Lied Musik (M) und Text (T)                                                                                       | Sprache    | Übersetzung (Inoffiziell) | Runde 1                             | Runde 2                             | Gesamt                              | %                                   |
| ----- | -------- | --------------------------- | --- | ---------- | ------------------------- | ----------------------------------- | ----------------------------------- | ----------------------------------- | ----------------------------------- |
| 1.    | 7        | Molly Sandén                | Why Am I Crying M/T: Molly Sandén, Aleena Gibson, Windy Wagner                                                    | Englisch   | Warum weine ich           | 46.310                              | 48.834                              | 95.144                              | 24,39 %                             |
| 2.    | 8        | Björn Ranelid feat. Sara Li | Mirakel M: Fredrik Andersson; T: Björn Ranelid                                                                    | Schwedisch | Wunder                    | 38.964                              | 41.205                              | 80.169                              | 20,55 %                             |
| 3.    | 6        | Andreas Johnson             | Lovelight M/T: Andreas Johnson, Peter Kvint                                                                       | Englisch   | Liebeslicht               | 39.821                              | 38.520                              | 78.341                              | 20,08 %                             |
| 4.    | 1        | Youngblood                  | Youngblood M/T: Fredrik Kempe, David Kreuger                                                                      | Englisch   | Jungblut                  | 26.674                              | 23.285                              | 49.959                              | 12,81 %                             |
| 5.    | 3        | Mattias Andréasson          | Förlåt mig M/T: Mattias Andréasson                                                                                | Schwedisch | Vergebe mir               | 24.734                              | 23.485                              | 48.219                              | 12,36 %                             |
| 6.    | 4        | Love Generation             | Just a little bit M/T: RedOne, John Mamann, Jean-Claude Sindres, Teddy Sky, Yohanne Simon, Bilal „The Chef“ Hajji | Englisch   | Nur ein kleines Bisschen  | 18.081                              | –                                   | 18.081                              | 04,64 %                             |
| 7.    | 5        | Carolina Wallin Pérez       | Sanningen M: Martin Bjelke, Michael Clauss; T: Carolina Wallin Pérez, Martin Bjelke                               | Schwedisch | Die Wahrheit              | 09.849                              | –                                   | 09.849                              | 02,52 %                             |
| 8.    | 2        | Maria BenHajji              | I mina drömmar M: Thomas Cars; T: Nanna Sveinsdóttir                                                              | Schwedisch | In meinen Träumen         | 08.720                              | –                                   | 08.720                              | 02,24 %                             |

 Kandidat hat sich für das Finale qualifiziert.
 Kandidat hat sich für die Andra Chansen qualifiziert.

### Viertes Halbfinale

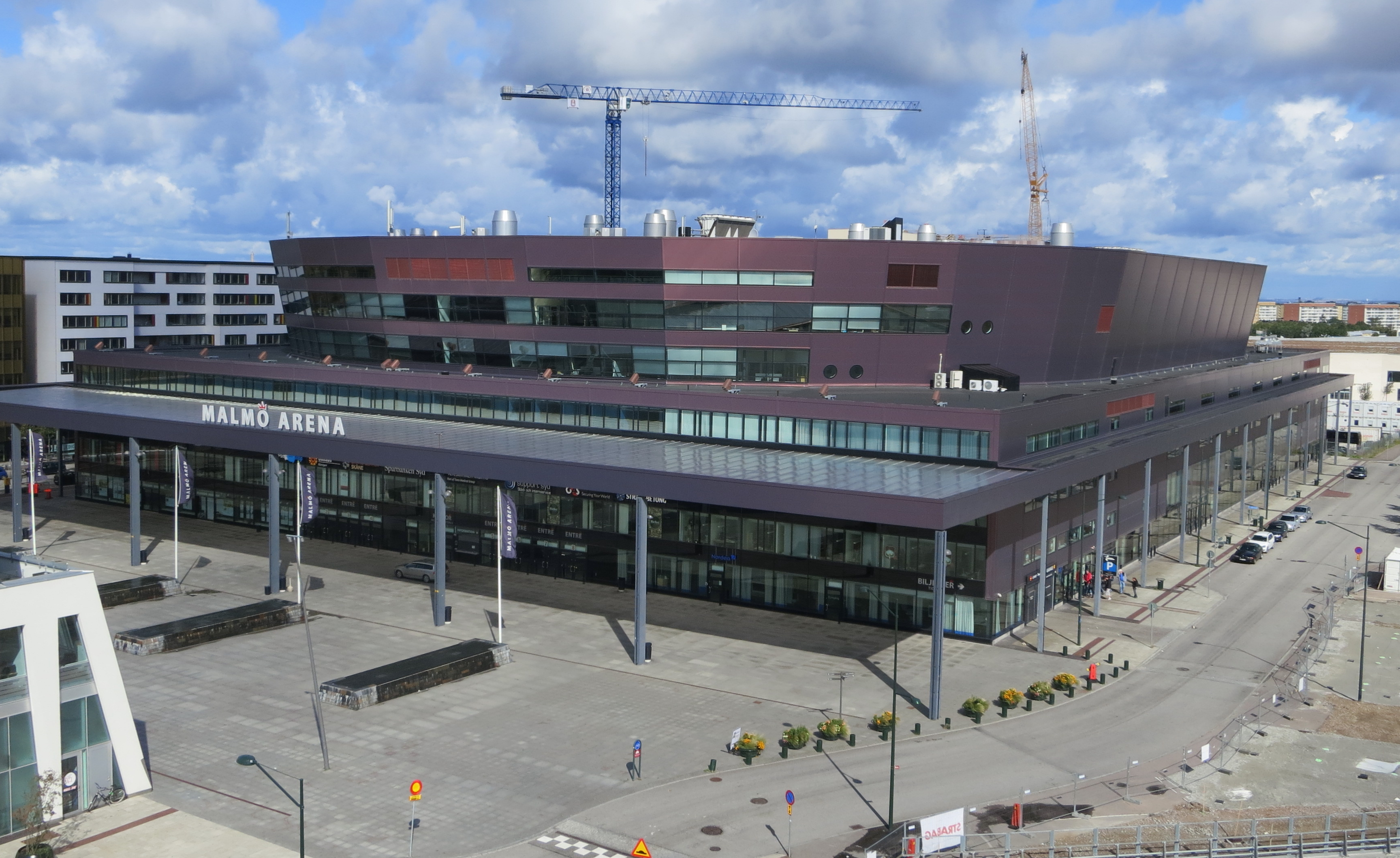
Malmö Arena

Das vierte Halbfinale (Deltävling 4) fand am 25. Februar 2012, 20:00 Uhr (MEZ) in der Malmö Arena in Malmö statt.
| Platz | Startnr. | Interpret                        | Lied Musik (M) und Text (T)                                                                                  | Sprache    | Übersetzung (Inoffiziell)    | Zuschauerstimmen (Televoting & SMS) | Zuschauerstimmen (Televoting & SMS) | Zuschauerstimmen (Televoting & SMS) | Zuschauerstimmen (Televoting & SMS) |
| Platz | Startnr. | Interpret                        | Lied Musik (M) und Text (T)                                                                                  | Sprache    | Übersetzung (Inoffiziell)    | Runde 1                             | Runde 2                             | Gesamt                              | %                                   |
| ----- | -------- | -------------------------------- | --- | ---------- | ---------------------------- | ----------------------------------- | ----------------------------------- | ----------------------------------- | ----------------------------------- |
| 1.    | 8        | Danny Saucedo                    | Amazing M/T: Danny Saucedo, Peter Boström, Figge Boström                                                     | Englisch   | Großartig                    | 121.954                             | 101.273                             | 223.227                             | 34,75 %                             |
| 2.    | 7        | Lisa Miskovsky                   | Why start a Fire? M: Lisa Miskovsky, Aleksander With, Bernt Rune Stray, Berent Philip Moe; T: Lisa Miskovsky | Englisch   | Warum ein Feuer entfachen?   | 049.690                             | 052.390                             | 102.080                             | 15,89 %                             |
| 3.    | 4        | Lotta Engberg & Christer Sjögren | Don't Let Me Down M/T: Lasse Holm, Lars „Dille“ Diedricson                                                   | Englisch   | Lass mich nicht im Stich     | 045.732                             | 044.021                             | 089.753                             | 13,97 %                             |
| 4.    | 3        | Dynazty                          | Land of Broken Dreams M/T: Thomas G:son, Thomas „Plec“ Johansson                                             | Englisch   | Land der kaputten Träume     | 045.227                             | 041.170                             | 086.397                             | 13,45 %                             |
| 5.    | 1        | Charlotte Perrelli               | The Girl M/T: Fredrik Kempe, Alexander Johnsson                                                              | Englisch   | Das Mädchen                  | 042.226                             | 038.680                             | 080.906                             | 12,59 %                             |
| 6.    | 6        | Axel Algmark                     | Kyss mig M/T: Axel Algmark, Mattias Frändå, Jonathan Magnussen                                               | Schwedisch | Küsse mich                   | 031.193                             | –                                   | 031.193                             | 04,86 %                             |
| 7.    | 5        | Hanna Lindblad                   | Goosebumps M/T: Hanna Lindblad, Linda Sundblad, Tony Nilsson                                                 | Englisch   | Gänsehaut                    | 019.009                             | –                                   | 019.009                             | 02,96 %                             |
| 8.    | 2        | OPA!                             | Allting blir bra igen M/T: Michael Sideridis                                                                 | Schwedisch | Alles wird wieder gut werden | 07.017                              | –                                   | 07.017                              | 01,09 %                             |

 Kandidat hat sich für das Finale qualifiziert.
 Kandidat hat sich für die Andra Chansen qualifiziert.

## Andra Chansen

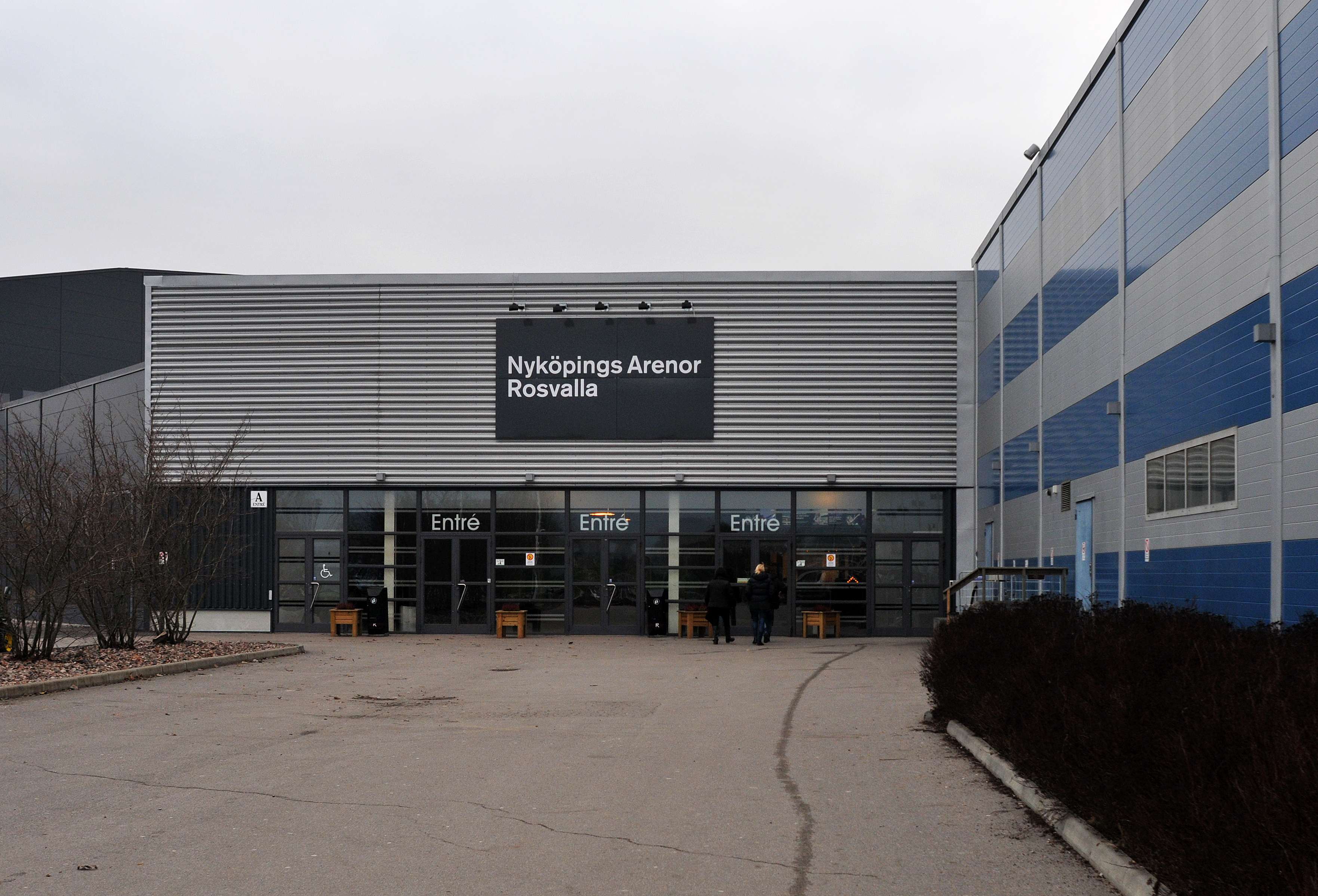
Rosvalla Nyköping Eventcenter

Die Sendung Andra Chansen (dt.: Zweite Chance) fand am 3. März 2012, 20:00 Uhr (MEZ) im Rosvalla Nyköping Eventcenter in Nyköping statt.

### Erste Runde
| Duell | Startnr. | Interpret                              | Lied Musik (M) und Text (T)                                                                   | Zuschauerstimmen (Televoting & SMS) | Zuschauerstimmen (Televoting & SMS) |
| Duell | Startnr. | Interpret                              | Lied Musik (M) und Text (T)                                                                   | Stimmen                             | %                                   |
| ----- | -------- | -------------------------------------- | --------------------------------------------------------------------------------------------- | ----------------------------------- | ----------------------------------- |
| 1     | 1        | Dynazty                                | Land of broken Dreams M/T: Thomas G:son, Thomas „Plec“ Johansson                              | 46.666                              | 38,32 %                             |
| 1     | 2        | Top Cats                               | Baby Doll M/T: Mårten Eriksson, Lina Eriksson, Susie Päivärinta                               | 75.114                              | 61,68 %                             |
| 2     | 1        | Andreas Johnson                        | Lovelight M/T: Andreas Johnson, Peter Kvint                                                   | 60.969                              | 46,59 %                             |
| 2     | 2        | Timoteij                               | Stormande hav M/T: Kristian Lagerström, Johan Fjellström, Stina Engelbrecht, Jens Engelbrecht | 69.883                              | 53,41 %                             |
| 3     | 1        | Thorsten Flinck & Revolutionsorkestern | Jag reser mig igen M/T: Thomas G:son, Ted Ström                                               | 109.526                             | 58,02 %                             |
| 3     | 2        | Lotta Engberg & Christer Sjögren       | Don't Let Me Down M/T: Lasse Holm, Lars „Dille“ Diedricson                                    | 079.235                             | 41,98 %                             |
| 4     | 1        | Sean Banan                             | Sean den förste Banan M/T: Sean Simadi, Joakim Larsson, Hans Blomberg, Mårten Andersson       | 138.034                             | 68,33 %                             |
| 4     | 2        | Youngblood                             | Youngblood M/T: Fredrik Kempe, David Kreuger                                                  | 063.984                             | 31,67 %                             |

 Kandidat hat sich für die zweite Runde qualifiziert.

### Zweite Runde
| Duell | Startnr. | Interpret                              | Lied Musik (M) und Text (T)                                                                   | Zuschauerstimmen (Televoting & SMS) | Zuschauerstimmen (Televoting & SMS) |
| Duell | Startnr. | Interpret                              | Lied Musik (M) und Text (T)                                                                   | Stimmen                             | %                                   |
| ----- | -------- | -------------------------------------- | --------------------------------------------------------------------------------------------- | ----------------------------------- | ----------------------------------- |
| 1     | 1        | Top Cats                               | Baby Doll M/T: Mårten Eriksson, Lina Eriksson, Susie Päivärinta                               | 98.782                              | 64,32 %                             |
| 1     | 2        | Timoteij                               | Stormande hav M/T: Kristian Lagerström, Johan Fjellström, Stina Engelbrecht, Jens Engelbrecht | 54.788                              | 35,68 %                             |
| 2     | 1        | Thorsten Flinck & Revolutionsorkestern | Jag reser mig igen M/T: Thomas G:son, Ted Ström                                               | 196.014                             | 63,75 %                             |
| 2     | 2        | Sean Banan                             | Sean den förste Banan M/T: Sean Simadi, Joakim Larsson, Hans Blomberg, Mårten Andersson       | 111.443                             | 36,25 %                             |

 Kandidat hat sich für das Finale qualifiziert.

## Finale

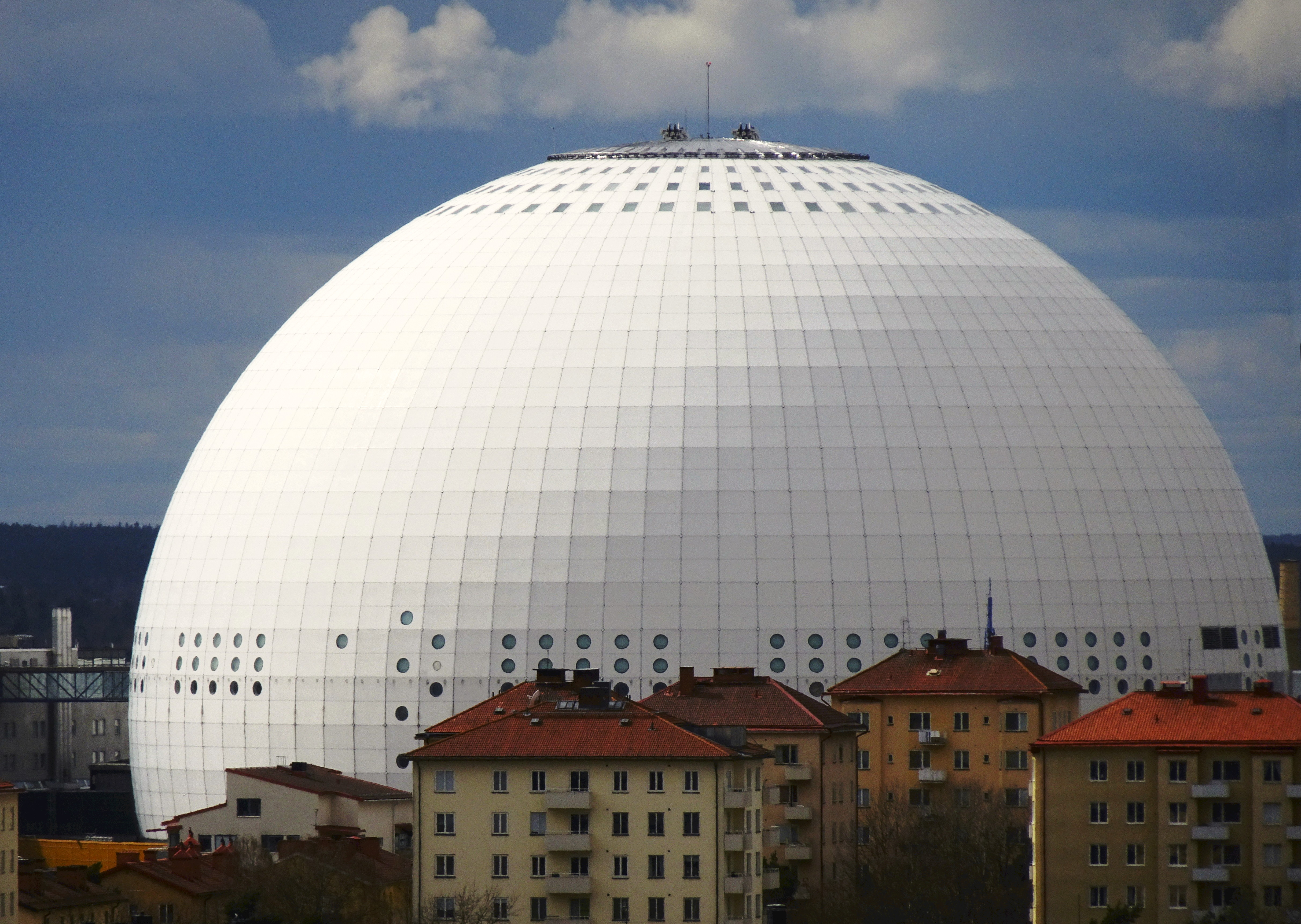
Globen

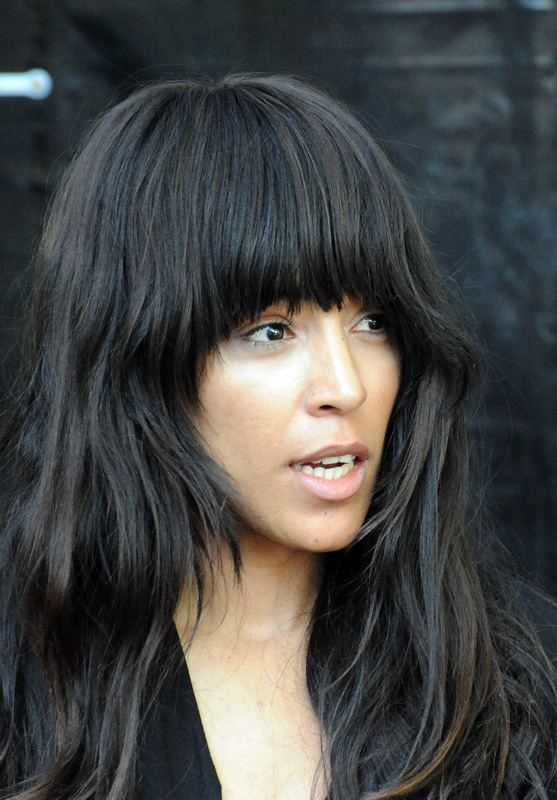
Die Gewinnerin der schwedischen Vorentscheidung: Loreen

Das Finale (Finalen) fand am 10. März 2012 um 20:00 Uhr (MEZ) im Globen in Stockholm statt. 2012 fand das Finale des Melodifestivalen zum letzten Mal im Globen statt. Seit 2013 findet das Finale in der Friends Arena in Solna statt. Loreen gewann sowohl das Jury- als auch das Televoting.
| Platz | Startnr. | Interpret                              | Lied Musik (M) und Text (T)                                                                 | Sprache    | BE | BH | GB | EE | FR | CY | IR | MT | NO | DE | UA | Jury Gesamt | Zuschauerstimmen (Televoting & SMS) | Zuschauerstimmen (Televoting & SMS) | Zuschauerstimmen (Televoting & SMS) | Gesamt |
| Platz | Startnr. | Interpret                              | Lied Musik (M) und Text (T)                                                                 | Sprache    | BE | BH | GB | EE | FR | CY | IR | MT | NO | DE | UA | Jury Gesamt | Stimmen                             | %                                   | Punkte                              | Gesamt |
| --- | -------- | -------------------------------------- | ------------------------------------------------------------------------------------------- | ---------- | -- | -- | -- | -- | -- | -- | -- | -- | -- | -- | -- | ----------- | ----------------------------------- | ----------------------------------- | ----------------------------------- | ------ |
| 01. | 6        | Loreen                                 | Euphoria M/T: Thomas G:son, Peter Boström                                                   | Englisch   | 6  | 12 | 6  | 12 | 10 | 12 | 12 | 10 | 12 | 12 | 10 | 114         | 670.551                             | 32,7 %                              | 154                                 | 268    |
| 02. | 10       | Danny Saucedo                          | Amazing M/T: Danny Saucedo, Peter Boström, Figge Boström                                    | Englisch   | 12 | –  | 12 | 10 | 12 | 2  | 10 | 6  | 8  | 8  | 12 | 092         | 458.388                             | 22,3 %                              | 106                                 | 198    |
| 03. | 7        | Ulrik Munther                          | Soldiers M/T: Ulrik Munther, Johan Aberg, Linnea Deb, Joy Deb, David Jackson                | Englisch   | 2  | –  | 10 | 6  | 4  | 6  | 8  | 8  | –  | 10 | 8  | 062         | 112.025                             | 05,5 %                              | 026                                 | 088    |
| 04. | 1        | David Lindgren                         | Shout it out M/T: Fernando Fuentes, Tony Nilsson                                            | Englisch   | 10 | 10 | 8  | 2  | 2  | 8  | –  | 12 | 10 | 2  | 1  | 065         | 102.308                             | 05,0 %                              | 023                                 | 088    |
| 05. | 9        | Molly Sandén                           | Why Am I Crying M/T: Molly Sandén, Aleena Gibson, Windy Wagner                              | Englisch   | 8  | 6  | 2  | 4  | 8  | 10 | 1  | 4  | 2  | 4  | 6  | 055         | 094.525                             | 04,6 %                              | 022                                 | 077    |
| 06. | 5        | Top Cats                               | Baby Doll M/T: Mårten Eriksson, Lina Eriksson, Susie Päivärinta                             | Englisch   | 1  | –  | 4  | 8  | –  | 4  | 6  | 2  | –  | 6  | 4  | 035         | 142.688                             | 07,0 %                              | 033                                 | 068    |
| 07. | 3        | Dead by April                          | Mystery M/T: Pontus Hjelm                                                                   | Englisch   | –  | 8  | –  | 1  | 6  | 1  | 4  | –  | 4  | 1  | –  | 025         | 119.473                             | 05,8 %                              | 027                                 | 052    |
| 08. | 2        | Thorsten Flinck & Revolutionsorkestern | Jag reser mig igen M/T: Thomas G:son, Ted Ström                                             | Schwedisch | –  | 2  | –  | –  | –  | –  | –  | –  | 1  | –  | –  | 03          | 172.715                             | 08,4 %                              | 040                                 | 043    |
| 09. | 4        | Lisa Miskovsky                         | Why start a Fire? M/T: Lisa Miskovsky, Aleksander With, Bernt Rune Stray, Berent Philip Moe | Englisch   | 4  | 4  | 1  | –  | 1  | –  | 2  | 1  | 6  | –  | 2  | 021         | 077.559                             | 03,8 %                              | 018                                 | 039    |
| 10. | 8        | Björn Ranelid feat. Sara Li            | Mirakel M: Fredrik Andersson; T: Björn Ranelid                                              | Schwedisch | –  | 1  | –  | –  | –  | –  | –  | –  | –  | –  | –  | 01          | 103.200                             | 05,0 %                              | 024                                 | 025    |
| Jury-Punktesprecher |          |                                        |                                                                                             |            |    |    |    |    |    |    |    |    |    |    |    |             |                                     |                                     |                                     |        |
| - – Sandra Kim - – Reimo Silovee - – Klitos Klitou - – Simon Proctor - – Dejan Kukric - – Bruno Berberes - – Gina Dirawi - – Peter Carbonaro - – Torsten Amarell - – Julian Vignoles - – Tooji |          |                                        |                                                                                             |            |    |    |    |    |    |    |    |    |    |    |    |             |                                     |                                     |                                     |        |